# Ophiacantha abyssicola
Ophiacantha abyssicola är en ormstjärneart som beskrevs av Addison Emery Verrill 1879. Ophiacantha abyssicola ingår i släktet Ophiacantha och familjen knotterormstjärnor. Inga underarter finns listade i Catalogue of Life.